# Isabela Garcia
Isabela Garcia Costa (Rio de Janeiro, 11 de junho de 1967) é uma atriz brasileira.

## Biografia
Isabela é filha de Dirce Prieto e do radioator Gilberto Garcia, falecido em 1996. Tem três irmãos: Gilberto, Ricardo e Rosana Garcia, também atriz, intérprete da célebre Narizinho do Sítio do Picapau Amarelo.

## Carreira
Estreou na TV Globo aos quatro anos em Medéia, episódio do programa Caso Especial. Seu primeiro papel nas telenovelas foi aos seis anos, quando interpretou Clarinha em O Semideus, de 1973. Isabela estava no elenco da versão proibida pela censura de Roque Santeiro em 1975, que nunca foi ao ar. Na trama, Isabela interpretaria a filha de Zé das Medalhas, interpretado por Emiliano Queiroz. Em 1976 foi Doró, em Vejo a Lua no Céu, e em 1977 Isadora, em Nina. Nos anos seguintes participou de Pai Herói e Água Viva. Pela sua juventude chegou a ser chamada de "Shirley Temple brasileira". Em 1986 chamou a atenção do público ao interpretar a "moderna" Rosemary na minissérie Anos Dourados. Em 1987, Isabela apresentou (ao lado de César Filho, Guilherme Fontes e Jimmy Raw) o programa musical Globo de Ouro. 
Em Bebê a Bordo, Isabela viveu sua primeira protagonista, Ana. A novela foi um grande sucesso e a atriz foi o destaque do ano de 1988, ano em que também posou nua, aos 21 anos, para a revista Playboy Brasil. No mesmo ano Isabela participou do especial de fim de ano do cantor Roberto Carlos.
Nas novelas seguintes, O Sexo dos Anjos (1989) e Lua Cheia de Amor (1990), Isabela continuou interpretando protagonistas. Em Sonho Meu, de 1993, interpretou Lúcia Guerra. Na minissérie Labirinto, de 1998, sua personagem foi a divertida socialite Yoyô. Em 2003, Isabela voltou a estar em evidência com a personagem Eliete, de Celebridade. Novamente a atriz foi convidada para estampar a capa da revista Playboy, o que acabou não acontecendo por conta das negociações. Em 2007, Isabela ganhou o prêmio Amigos de Melhor Atriz Coadjuvante, por sua atuação na novela Paraíso Tropical. No teatro, Isabela esteve em vários espetáculos, entre os quais Cantares em Desafino (1983), Léo e Bia (1984), No Coração do Brasil (1993), Luxúria, Soberba e Ira (1998), A Dança dos Mitos (1999), AHH (1999), Laboratório de Humor (2000), Alarmes (2001), Terceiras Intenções (2003) e Cruzes! Festa Surpresa! (2006).
Em 2004, atuou como produtora do espetáculo Beijo na Boca, de Carlos Thiré, seu ex-marido. No ano de 2010, participou do espetáculo de Natal do HSBC, em Curitiba
Participou ainda de Cama de Gato em 2009, Insensato Coração em 2011 e Lado a Lado em 2012. Em 2013, protagoniza Malhação Casa Cheia ao lado de Bianca Toledo e Tuca Andrada. Retorna as novelas em 2016 em uma participação como a vilã Nadia Fragoso em Êta Mundo Bom!, de Walcyr Carrasco. 
Em janeiro de 2018, a atriz não teve o contrato renovado com a Rede Globo após 46 anos, passando a atuar como profissional independente, sem contrato de exclusividade. No mesmo ano foi escalada em um dos papeis centrais de O Sétimo Guardião. 

## Vida pessoal
A atriz foi casada três vezes e é mãe de quatro filhos: João Pedro Garcia Bonfá (filho do ex-baterista da Legião Urbana, Marcelo Bonfá), Gabriella Garcia Wanderley (filha do fotógrafo André Wanderley) e os gêmeos idênticos Francisco e Bernardo Garcia Thiré. (filhos do ator Carlos Thiré). Isabela tem dois netos, ambos filhos de João Pedro: Luísa, nascida em 2011 e Izzy, nascido em 2017. Sem assumir nenhum relacionamento sério após sua última separação, é eventualmente vista pela mídia acompanhada de homens anônimos e famosos. Nos anos 1990 converteu-se ao Budismo de Nitiren, revelando em entrevistas que a prática das orações budistas (gongyo e daimoku) transformaram positivamente sua vida.

## Filmografia

### Televisão
| Ano  | Título                   | Personagem                                 | Notas                                                          |
| ---- | ------------------------ | ------------------------------------------ | -------------------------------------------------------------- |
| 1971 | Caso Especial            | Anizia                                     | Episódio: "Medéia"                                             |
| 1973 | O Semideus               | Clara Penha (Clarinha)                     |                                                                |
| 1976 | Vejo a Lua no Céu        | Dorotéia (Doró)                            |                                                                |
| 1977 | Nina                     | Isadora Dias                               |                                                                |
| 1978 | Caso Especial            | Tiana                                      | Episódio: "O Homem Que Veio do Céu"                            |
| 1978 | Sítio do Picapau Amarelo | Sininho                                    | Episódios: "Os Piratas do Capitão Gancho" "Memórias de Emília" |
| 1979 | Pai Herói                | Ângela Limeira Brandão Reis                | Participação                                                   |
| 1980 | Água Viva                | Maria Helena Pedrosa Fragonard             |                                                                |
| 1981 | O Amor É Nosso           | Maria                                      |                                                                |
| 1982 | Caso Verdade             | Vanice                                     | Episódio: "O Menino do Olho Azul"                              |
| 1982 | Caso Verdade             | Lisa                                       | Episódio: "O Bravo Soldado Bombeiro"                           |
| 1982 | Sol de Verão             | Simone                                     | Participação Especial                                          |
| 1984 | Corpo a Corpo            | Heloísa Fonseca                            |                                                                |
| 1985 | De Quina pra Lua         | Maria de Fátima de Jesus Batista (Fatinha) |                                                                |
| 1986 | Anos Dourados            | Rosemary                                   |                                                                |
| 1986 | Roda de Fogo             | Ana Maria D'Ávila                          |                                                                |
| 1987 | Globo de Ouro            | Apresentadora                              |                                                                |
| 1988 | Bebê a Bordo             | Ana Bezerra / Sílvia Siqueira Ramos        |                                                                |
| 1989 | O Sexo dos Anjos         | Isabela Muniz Nogueira                     |                                                                |
| 1990 | Lua Cheia de Amor        | Mercedes Miranda                           |                                                                |
| 1992 | Perigosas Peruas         | Violeta                                    | Episódio: "28 de agosto"                                       |
| 1993 | Sonho Meu                | Lúcia Guerra                               |                                                                |
| 1994 | Você Decide              | Isabel                                     | Episódio: "No Último Round"                                    |
| 1995 | Irmãos Coragem           | Lídia Siqueira                             |                                                                |
| 1995 | Explode Coração          | Ela mesma                                  | Episódio: "6 de dezembro"                                      |
| 1996 | Você Decide              | Ana Maria                                  | Episódio: "A Troca"                                            |
| 1996 | A Vida Como Ela é...     | Vários personagens                         |                                                                |
| 1997 | O Amor Está no Ar        | Flora                                      |                                                                |
| 1997 | Conto de Natal           |                                            | Especial de fim de ano                                         |
| 1998 | Labirinto                | Yolanda de Toledo Martins Fraga (Yoyô)     |                                                                |
| 1999 | Andando nas Nuvens       | Oneide                                     |                                                                |
| 2000 | Brava Gente              | Malu                                       | Episódio: "Um Parque Para Todos"                               |
| 2000 | Você Decide              | Yeda                                       | Episódio: "Voyeur"                                             |
| 2001 | Estrela-Guia             | Luciana Teixeira                           |                                                                |
| 2001 | Sítio do Picapau Amarelo | Dona Merenguita                            | Episódio: "A Festa da Cuca"                                    |
| 2003 | Celebridade              | Eliete Coimbra                             |                                                                |
| 2004 | A Diarista               | Meire                                      | Episódio: "Lady Laura"                                         |
| 2004 | Fazendo História         | Elisângela                                 | Episódio: "Flopicola"                                          |
| 2006 | JK                       | Déa Pinheiro                               |                                                                |
| 2006 | Belíssima                | Norma Souza e Silva                        | Episódio: "29 de abril"                                        |
| 2006 | A Diarista               | Michelly                                   | Episódio: "O Que o Figueirinha Tem?"                           |
| 2006 | A Grande Família         | Socorro                                    | Episódio: "Jararaca e Lambisgóia"                              |
| 2006 | A Diarista               | Maria Rita                                 | Episódio: "Pelíssima"                                          |
| 2007 | Paraíso Tropical         | Dinorá Brandão Martelli                    |                                                                |
| 2008 | Dicas de um Sedutor      | Renata                                     | Episódio: "Não É O Que Parece"                                 |
| 2008 | Casos&Acasos             | Letícia                                    | Episódio: "A Foto, a Troca e o Furto"                          |
| 2008 | Casos&Acasos             | Cristina                                   | Episódio: "A Noiva, o Desempregado e o Fiscal"                 |
| 2008 | Casos&Acasos             | Andréia                                    | Episódio: "A Ciumenta, o Ciumento e o Ciúme"                   |
| 2009 | Cama de Gato             | Mariana Batista (Mari)                     |                                                                |
| 2010 | As Cariocas              | Dona Irene                                 | Episódio: "A Desinibida do Grajaú"                             |
| 2011 | Insensato Coração        | Daysi Damasceno                            |                                                                |
| 2012 | Lado a Lado              | Célia de Bragança Camargo Guerra (Celinha) |                                                                |
| 2013 | Malhação Casa Cheia      | Vera Toledo                                | Temporada 21                                                   |
| 2016 | Êta Mundo Bom!           | Nádia Fragoso                              | Episódios: "22 de abril–28 de maio"                            |
| 2016 | TOC's de Dalila          | Rosinha                                    | Episódio: "A Visita de Rosinha"                                |
| 2018 | O Sétimo Guardião        | Judith Alvares                             |                                                                |
| 2026 | Dona Beja                | Genoveva Felizardo                         |                                                                |

### Cinema
| Ano  | Título                        | Personagem                |
| ---- | ----------------------------- | ------------------------- |
| 1976 | Ninguém Segura Essas Mulheres | Patrícia                  |
| 1988 | Jardim de Alah                | Brenda                    |
| 1998 | Como Ser Solteiro             | Mulher do Pequinique      |
| 2004 | Nem Que a Vaca Tussa          | Grace (voz)               |
| 2006 | O Amigo Invisível             | Noquinha                  |
| 2017 | Minha Fama de Mau             | Diva                      |
| 2022 | Amores (a)Típicos             | Caroline de Souza (Carol) |
| 2023 | Nosso Sonho                   | Dona Judite               |

## Teatro
| Ano  | Título                  |
| ---- | ----------------------- |
| 1983 | Cantares em Desafino    |
| 1984 | Léo e Bia               |
| 1993 | No Coração do Brasil    |
| 1998 | Luxúria, Soberba e Ira  |
| 1999 | A Dança dos Mitos       |
| 1999 | AHH                     |
| 2000 | Laboratório de Humor    |
| 2001 | Alarmes                 |
| 2003 | Terceiras Intenções     |
| 2006 | Cruzes! Festa Surpresa! |

## Prêmios e indicações
| Ano  | Prêmio                        | Categoria                | Nomeação         | Resultado |
| ---- | ----------------------------- | ------------------------ | ---------------- | --------- |
| 2007 | Prêmio Amigos                 | Melhor atriz coadjuvante | Paraíso Tropical | Venceu    |
| 2007 | Melhores do Ano               | Melhor atriz coadjuvante | Paraíso Tropical | Indicado  |
| 2013 | Melhores do Ano de Teledossiê | Melhor atriz coadjuvante | Lado a Lado      | Indicado  |